# Skibinge Kirke
Skibinge Kirke er en kirke beliggende i Skibinge Sogn, Stege-Vordingborg Provsti (Roskilde Stift). Den ligger i Vordingborg Kommune.